# Moambe
La moambe est un mets d'Afrique centrale ou équatoriale, connu sous cette appellation au Congo. La sauce est préparée à partir de noix de palme pilées dont on retire la pulpe qui sera la base de la sauce. On peut y ajouter du poisson, du poulet, des légumes, etc. 
Ce plat est souvent accompagné de foufou ou de chikwangue mais jamais de frites.

## Étendue géographique
Le poulet nyembwe (aussi orthographié gnemboue) est considéré comme le mets national gabonais. Nyembwe veut dire huile de palme en myènè, l'une des langues du Gabon. La moambe ne se limite pas au Gabon bien entendu mais est très connue dans toutes les régions de la République démocratique du Congo. Le nom de ce plat est identique en langue lingala, en kikongo et en kiswahili. Il existe une recette de moambe au crocodile identique à celle utilisant de la poule.